# Ryuji Sato
Ryuji Sato (Nagoya, Japão, 16 de abril de 1977) é um árbitro de futebol japonês. Pertence ao quadro de árbitros da FIFA.